# إيمانويل سونوب
إيمانويل سونوب (بالإنجليزية: Emmanuel Sonupe)‏ (21 مارس 1996 في المملكة المتحدة - ) هو لاعب كرة قدم بريطاني في مركز الحناح في نادي بريسشن الإماراتي. لعب مع توتنهام هوتسبير ونادي مسافي ونادي بريسشن.

## وصلات خارجية
- إيمانويل سونوب على موقع قاعدة بيانات كرة القدم.إي يو (الإنجليزية)
- إيمانويل سونوب على موقع Soccerbase.com (لاعب) (الإنجليزية)
- إيمانويل سونوب على موقع Soccerway.com (الإنجليزية)